# A Fish Called Selma
«A Fish Called Selma» —«Un pez llamado Selma» en España y «El sueño de amor de Selma» en Hispanoamérica— es el decimonoveno episodio de la séptima temporada de la serie de televisión animada estadounidense Los Simpson. Se emitió originalmente en la cadena Fox en los Estados Unidos el 24 de marzo de 1996. El episodio presenta a Troy McClure, que intenta resucitar su carrera como actor y acallar los rumores sobre su vida personal casándose con Selma Bouvier. Los productores Bill Oakley y Josh Weinstein eran fanáticos de Phil Hartman y querían producir un episodio centrado en su personaje McClure. El guionista independiente Jack Barth escribió el episodio y Mark Kirkland lo dirigió.
El guion de Barth se reescribió sustancialmente en la sala de redacción de la serie, incluyendo la ampliación del musical del Planeta de los Simios y la adición de la canción «Dr. Zaius». El episodio se alargó demasiado debido a la lentitud del discurso de Troya y Selma. En consecuencia, la estrella invitada Jeff Goldblum volvió a grabar su diálogo como MacArthur Parker a una velocidad más rápida. El episodio recibió críticas positivas en general, destacando la actuación de Hartman y la secuencia musical. Entertainment Weekly situó el episodio en el octavo puesto de su lista de los 25 mejores episodios de Los Simpson.

## Argumento
El jefe Wiggum detiene a Troy McClure por conducción temeraria y se da cuenta de que su carné de conducir le obliga a llevar lentes correctoras. Debido a su vanidad, a Troy no le gusta llevar las gafas. Visita a Selma Bouvier en el DMV y le ofrece llevarla a cenar si le deja pasar la prueba de la vista. Tras la cena, los fotógrafos paparazzi ven a Troy saliendo con Selma y la historia salta a las noticias. Después de conseguir para él el papel de George Taylor en una adaptación teatral musical de El planeta de los simios, el agente de Troy, MacArthur Parker, dice que Troy puede remontar su carrera si sigue saliendo con Selma. Siguiendo el consejo de su agente, Troy le pide a Selma que se case con él y ella acepta.
La noche antes de la boda, un Troy borracho le dice a Homer que no ama a Selma y que sólo la está utilizando como una esposa falsa para avanzar en su carrera, y Homer sólo informa casualmente a Marge después del hecho (a pesar de la amplia oportunidad en la boda para declararlo). Marge y Patty intentan convencer a Selma de que su matrimonio es una farsa, pero ella las acusa de celos. Se enfrenta a Troy, que admite descaradamente que su matrimonio es una farsa, pero afirma que tiene todo lo que podría desear y que será «la envidia de todas las demás falsas esposas de la ciudad». Selma tiene sus dudas, pero acepta seguir casada con Troy porque teme quedarse sola.
Parker cree que puede conseguirle a Troy el papel de compañero de McBain en ' 'McBain IV: Fatal Discharge si engendra hijos. Troy y Selma se preparan para concebir un hijo, pero Troy se siente incómodo acostándose con ella; los rumores sobre su sexualidad poco convencional aplastaron una vez su carrera e impidieron su regreso. Selma decide que traer un hijo a un matrimonio sin amor es un error y abandona a Troy. Un programa de televisión sensacionalista confirma que Troy ha rechazado el papel de compinche de McBain para dirigir y protagonizar su propia película, The Contrabulous Fabtraption of Professor Horatio Hufnagel, producida por 20th Century Fox.

## Producción

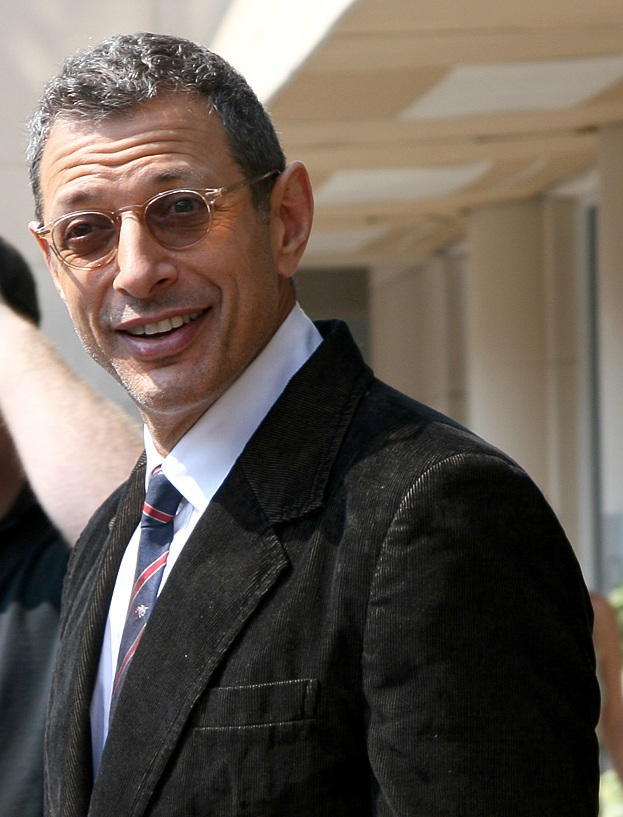
Jeff Goldblum tuvo que volver a grabar su diálogo como el agente MacArthur Parker porque el episodio duraba demasiado.

Bill Oakley y Josh Weinstein eran fanáticos del actor Phil Hartman, estrella invitada recurrente de Los Simpson desde la segunda temporada. Decidieron producir un episodio enteramente sobre su personaje Troy McClure para dar a Hartman tanto que hacer como fuera posible. Oakley quería explorar el personaje de Troy porque nunca antes había interactuado con otros personajes de la serie, sólo aparecía en televisión. Los guionistas eligieron la idea argumental del matrimonio de Troy con Selma Bouvier porque ella «siempre estaba casando gente». El primer borrador del episodio fue escrito por el guionista independiente Jack Barth, aunque el resto del equipo de guionistas lo reescribió.
Un aspecto de la reescritura fue la canción «Dr. Zaius» del musical El planeta de los simios, que el equipo considera uno de los mejores números musicales jamás escritos para Los Simpson. Las dos canciones del musical fueron compuestas por Alf Clausen, que había trabajado como copista en la película original de El planeta de los simios. Weinstein —que no había visto la película en ese momento —lo lanzó en la sala de guionistas como «Rock Me Dr. Zaius», en parodia de la canción de 1985 «Rock Me Amadeus» de Falco. Se convirtió en una canción completa ideada principalmente por George Meyer, que incluyó aspectos «cursis» del vodevil. La frase «From chimpan-A to chimpan-Z» de la última canción del musical fue escrita por David X. Cohen. Oakley comentó que había oído esa frase «en todo el mundo». Varios miembros del equipo han comentado que escribir la parodia del Planeta de los Simios generó un gran entusiasmo en la sala de redacción: Oakley lo describió como «uno de esos raros estallidos de brillantez creativa». Muchas de las cosas que la gente recuerda y adora de Los Simpson eran horribles chorradas nocturnas, mientras que esto era simplemente una visita mágica del hada de los chistes».
El director Mark Kirkland se mostró satisfecho de que Troy fuera la estrella del episodio; disfrutó interpretando la voz de Hartman porque le permitió a él y a los demás animadores «abrirse [a McClure] visualmente como personaje». Debido a la lentitud de Troy y Selma al hablar, la pista de audio del episodio duraba 28 minutos, lo que obligó a cortar varias escenas, incluida la despedida de soltero de Troy. Después de que el reparto terminara su grabación original, la estrella invitada Jeff Goldblum regrabó su diálogo como MacArthur Parker a mayor velocidad para acortarlo aún más. El diseño de su personaje se basó en él, así como en un «agente de Hollywood de mala muerte» de la vida real. Los animadores vieron varias películas de Goldblum, entre ellas The Tall Guy, para representar mejor su actuación.
A lo largo de «A Fish Called Selma», se insinúa que Troy practica la parafilia. Al principio, los guionistas no sabían cuál sería la preferencia sexual «desagradable», pero finalmente se decidieron por un fetiche por los peces, una sugerencia del productor ejecutivo James L. Brooks, ya que era «tan pervertido y extraño que resultaba exagerado». En la lectura de mesa del episodio, una asistente exclamó que la línea «a partir de ahora, fumará por dos» «tiene que desaparecer» del guion; sin embargo, su petición fue denegada. En las paredes del restaurante Pimento Grove, los animadores colocaron caricaturas de cada una de las estrellas invitadas que habían aparecido en el programa hasta ese momento, así como fotos de las celebridades ficticias del programa.